# Mare de Déu de la Salut dels Banys de Toès
La Mare de Déu de la Salut dels Banys de Toès és la capella de l'hospital de rehabilitació del balneari dels Banys de Toès, del terme comunal de Nyer, de la comarca del Conflent, a la Catalunya del Nord.
Està situada en el balneari dels Banys de Toès, a l'edifici principal del centre termal.